# Gabija Dilytė
Gabija Dilytė (ur. 9 września 2003) – litewska zapaśniczka walcząca w stylu wolnym. Olimpijka z Paryża 2024, gdzie zajęła siódme miejsce w kategorii 50 kg.
Zajęła dwudzieste miejsce na mistrzostwach świata w 2021. Siódma w mistrzostwach Europy w 2025. Trzecia na ME U-23 w 2022 roku.